# Memory (Spiel)
Memory (nach englisch memory ‚Gedächtnis‘) ist eine von Ravensburger eingetragene Marke für ein bekanntes Gesellschaftsspiel nach dem Pairs-Prinzip: Paare gleicher, verdeckt aufliegender Kärtchen müssen durch Aufdecken im Wechsel der Spieler erkannt werden. Kinder unter etwa zehn Jahren haben einen Vorteil gegenüber Älteren, der durch eine andere Struktur des Gehirns erklärt werden kann.

## Entstehung und Erfolg
Das Memory von Ravensburger ist inspiriert vom „Zwillingsspiel“ der Autorin Berta von Schroeder, welches kommerziell keinen Erfolg hatte und auch nicht die erste Version des Spiels war. Dieses Spiel gelangte 1946 nach London zum Schweizer Militärattaché William Hurter. Das von ihm weiterentwickelte Legekartenspiel erschien nach seiner Rückkehr in die Schweiz erstmals 1959 im Verlag Otto Maier in Ravensburg (heute Ravensburger Spieleverlag), nachdem ein Versuch, das Spiel bei Edition Carlit herauszugeben, erfolglos war, weil Edition Carlit bereits ein ähnliches Spiel mit dem Namen Punta führte. Zur Entstehung des Namens sagte der langjährige Verlagsleiter und Spielexperte Erwin Glonnegger:

„Als ich ihn (Hurter) damals gefragt hab, wie heißt das Spiel eigentlich, sagte er: Na, ja, wir haben da keinen so richtigen Namen dafür, in Basel heißt das Spiel „Zwillingsspiel“, aber die Nachbarskinder, wenn die immer kamen zum Spiel, oder wenn sie spielen wollten, sagten die: Let's play your memory game. Da sagte ich: da haben wir doch einen Titel, den nehmen wir.“

Das Memory von Ravensburger, von dem bis heute mehr als 50 Millionen Stück in 70 Ländern verkauft wurden, wird vom Verlag als sein größter Erfolg bezeichnet.

## Turniere
Mittlerweile gibt es regelmäßige Turniere. Beim Turnier wird mit 64 Kärtchen (32 Paaren) üblicherweise aus dem Spielsatz von „Kinder memory“ gespielt. Da das Memory-Spiel 33 Paare enthält, wird für Turniere aus diesem ein Paar aussortiert (laut Turnierregel das Feuerwehrauto). In Gruppen- und K.-O.-Runden werden die Sieger ermittelt. So findet die Deutsche Memory-Meisterschaft seit 1990 jährlich im Rahmen der internationalen Spieletage im Oktober in Essen statt. Auch in einigen Bundesländern gibt es regelmäßige Turnierveranstaltungen. Memory-Spieler in Deutschland haben sich in der „Gesellschaft der Freunde des Memory-Spiels“ zusammengeschlossen.
1992/1993 veranstaltete der Ravensburger Verlag eine Reihe von Qualifikationsturnieren in mehreren europäischen Ländern. Die jeweiligen Landesmeister trafen sich im Januar 1993 zur Memory-Europameisterschaft in Weingarten. Sieger wurden Philipp Hiller-Hufnagel in der Kategorie Kinder sowie Rainer Husel bei den Erwachsenen, beide aus Deutschland.

## Die Marke Memory

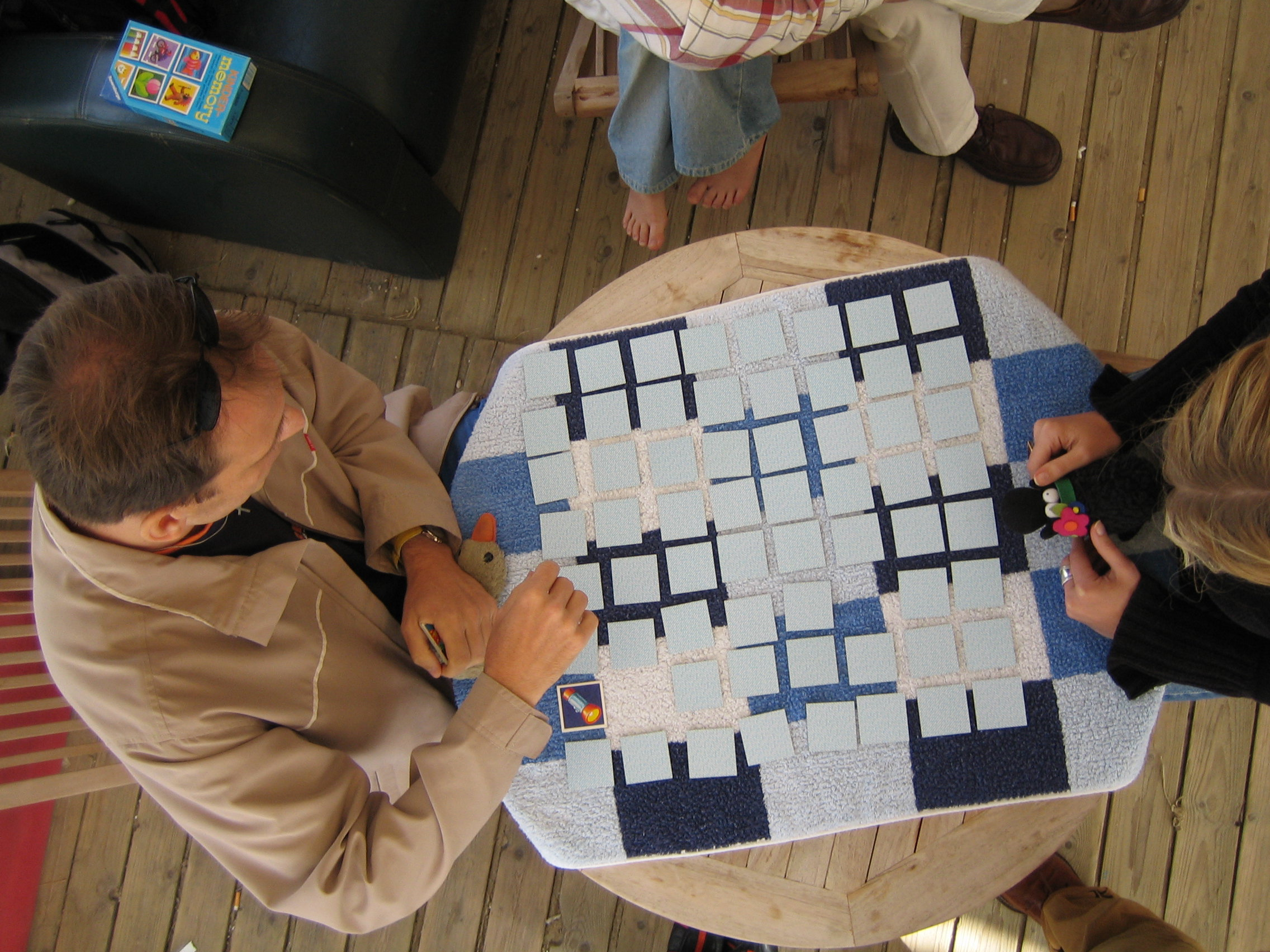
Erwachsene bei einem Memory-Spiel

Memory wird umgangssprachlich als Gattungsname auch für andere Spiele nach ähnlichem Spielprinzip verwendet. Zeitweise verwendeten auch andere Anbieter die Bezeichnung für ihre Spiele.
Die Ravensburger AG ist in Deutschland im Besitz der eingetragenen Wortmarke „MEMORY“ in der Leitklasse 28 für die Ware/Dienstleistung Legekarten-Spiele. Darüber hinaus ist sie seit 1999 auch im Besitz der Wortmarke „Memory“ in der Leitklasse 09 für „auf Datenträgern aller Art aufgezeichnete Spiele“ und Legekartenspiele. International ist die Marke „MEMORY“ für Spiele und Spielzeug eingetragen. Ravensburger nutzt die Marke in verschiedenen Varianten in Groß- und Kleinschreibung.
Zum Schutz ihrer Marke ist der Verlag in den Jahren 1999 bis 2004 nach Angaben der APA in mehr als einhundert Fällen gegen missbräuchliche Verwendung vorgegangen. Nach einer Entscheidung des österreichischen Obersten Gerichtshofes in der Entscheidung 4 Ob128/04h könne der Auffassung, das strittige Kennzeichen „Memory“ wäre „Allgemeingut, für das kein gleichwertiger Alternativbegriff zur Verfügung stehe“, nicht beigepflichtet werden.

## Vorläufer
Die Spielidee selbst, die nicht patentierbar ist, existiert schon seit mehreren Jahrhunderten; siehe Pairs. Bekannt sind folgende Bezeichnungen:
- Kai-Awase (貝合わせ), 12. Jahrhundert, Japan
- Pairs und Pelmanism, 19. Jahrhundert, England und USA.
- Zwillingsspiel, 1940er Jahre, Bertha von Schroeder, Schweiz.
- Punta, 1950er Jahre, Edition Carlit.
- Merkfix, 1970er Jahre, VEB Plasticart, DDR.
- Pexeso, 1965, ČSSR

Digitale Versionen, zum Beispiel auf Handys, verwenden meist die ungeschützte englische Bezeichnung Pairs.

## Themen (Auswahl)
Es gibt mittlerweile zahlreiche Kärtchenvarianten von Memory, die sich bestimmten, abgeschlossenen Themen widmen:
- Memory Deutschland
- Natur Memory
- Memory Europa
- Zeitreise Memory, 1959–2009: Die Besonderheit sind die ungleich gestalteten Kärtchen, die Gegenstände von 1959 und von 2009 gegenüberstellen
- Tiptoi Memory (Digital)

## Varianten
Das Spiel MemoCards, bei dem Tripel von drei (ungleich gestalteten) Karten zu finden sind.
Bei digitalen Versionen von Pairs wird oftmals allein gegen die Stoppuhr gespielt und die Versuche gezählt. Es gilt, möglichst schnell und mit wenigen Versuchen alle Paare zu finden. Häufig kann aus verschiedenen „Sets“ an Karten gewählt werden.

## Mathematische Analyse
Aus Sicht der mathematischen Spieltheorie handelt es sich bei Memory um ein Nullsummenspiel mit perfekter Information. Bei nur zwei Spielern besitzt damit jede Position einen eindeutig bestimmten Wert, bei dem es sich um den Erwartungswert des Überschusses an gewonnenen Paaren des aktuell ziehenden Spielers bei beidseitig fehlerfreiem Spiel handelt. Dabei bezieht sich das fehlerfreie Spiel nicht nur auf das Erinnern an zuvor bereits aufgedeckte Karten. Vielmehr erlaubt Memory eine strategische Einflussnahme. Diese bezieht sich insbesondere darauf, als zweite Karte manchmal nicht auf gut Glück eine noch unbekannte Karte aufzudecken. Der Grund für ein solches Vorgehen ist, dass in bestimmten Situationen der dadurch erzielte Vorteil aufgrund einer nur geringen Wahrscheinlichkeit eines Zufallstreffers zu gering ist im Vergleich zur Gefahr, dem Gegner eine Information über die Lage eines kompletten Paares zu liefern.
Eine vollständige rekursive Analyse des Zwei-Personen-Memorys wurde erstmals 1993 von Uri Zwick und Michael Paterson veröffentlicht, wobei die Ergebnisse zuvor bereits 1983 von Sabih Gerez ohne Veröffentlichung gefunden worden waren. Da in einigen sehr späten Endspiel-Situationen ein beidseitig destruktives Verhalten optimal wäre, bei dem beide Spieler nur bereits bekannte Karten aufdecken, wurden die Turnier-Regeln entsprechend angepasst.